# Dimítrios Makrís
Dimitrios Makris (grec: Δημήτριος Μακρής, c. 1772–1841) fou un cap kleft, un lluitador armatole i comandant militar de la Guerra d'Independència de Grècia. Fou un membre de la Philikí Hetairía i un dels líders més potents de la Grècia central.

## Joventut
Dimítrios Makrís va néixer el 1772 a Gavalou, Evrytania. El seu pare, Evangelos Makris, qui havia participat en la revolta grega de 1770. Després de la seva mort, Dimitrios es va convertir en capità al districte de Zyghos.

## Guerra d'Independència Grega
Va ser originalment un kleft sota el comandament del capità Georgios Sfaltos, assumint el comandament de la seva banda després de la mort de Sfaltos. S'uní als armatoloi a Zygos, i mai va col·laborar amb Alí Paixà de Janina. Adquirí molta riquesa saquejant els turcs a Agrínion. Fou iniciat en la Philikí Hetairía just abans que la revolució s'iniciés a la Grècia occidental, el 5 de maig de 1821. Va participar com a representant de Zygos en l'Assemblea de la Grècia Continental Oest el 1821.
Va participar en moltes batalles contra els turcs otomans incloent el tercer Setge de Mesolongi. Durant aquest setge, Dimitrios Makris es va casar amb Eupraxia, filla del notable Samos Razi-Kotsikas de la ciutat. Més tard va lluitar a Agrínion i Aitoliko i amb la col·laboració de Geórgios Karaiskakis, les seves tropes van atacar i rebutjar un cos d'albanesos. Poc després es va unir a les tropes d'Aléxandros Mavrokordatos. El 1823 va ser nomenat general en l'exèrcit rebel. Després de l'establiment del regne grec, Makris es va abstenir d'acceptar qualsevol honor polític i militar. Va tornar a la seva ciutat natal, on va morir el 1841.

## Relíquies històriques
Nombroses armes de Dimitros Makris es conserven a l'Ajuntament de Mesolongi incloent-hi l'espasa que va utilitzar en l'èxode de Missolonghi, que pertanyia a la seva família ancestral i es remunta als antics lluitadors de 1732. El museu també té el seu famós fusell de plata, el Liaros, immortalitzats per Spontis un poeta de la revolució de 1821.